# Norman Cohn-Armitage
Norman Cudworth Cohn-Armitage (ur. 1 stycznia 1907 w Albany, zm. 14 marca 1972 w Nowym Jorku) – amerykański szablista, brązowy medalista olimpijski.
Na igrzyskach olimpijskich w Amsterdamie w 1928 roku indywidualnie dotarł do półfinałów, a drużynowo odpadł w pierwszej rundzie. Na rozgrywanych cztery lata później igrzyskach olimpijskich w Los Angeles był czwarty drużynowo i dziewiąty indywidualnie. Następnie wystąpił na igrzyskach olimpijskich w Berlinie w 1936 roku, odpadając w pierwszej rundzie rywalizacji indywidualnej oraz zajmując czwarte miejsce drużynowo. 
Po II wojnie światowej wystąpił na igrzyskach olimpijskich w Londynie w 1948 roku, gdzie Amerykanie w składzie: Norman Cohn-Armitage, George Worth, Tibor Nyilas, Dean Cetrulo, Miguel de Capriles i James Flynn wywalczyli drużynowo brązowy medal. W zawodach indywidualnych nie startował. Brał też udział w igrzyskach olimpijskich w Helsinkach w 1952 roku i igrzyskach olimpijskich w Melbourne cztery lata później, zajmując drużynowo odpowiednio czwarte i piąte miejsce.
Nie zdobył medalu mistrzostw świata.
Na arenie krajowej zdobył 22 medale, w tym 10 złotych, w latach 1930, 1934-1936, 1939-1943 i 1945.
Podczas IO 1952 i IO 1956 był chorążym reprezentacji USA.